# El coloquio de los perros
El coloquio de los perros (deutsch Gespräch des Scipio und des Bergance, Gespräch des Szipio und Berganza, Novelle vom Zwiegespräch zwischen Cipión und Berganza, Das Kolloquium der beiden Hunde oder Gespräch zwischen Cipion und Berganza, Hunden des Auferstehungshospitals) ist eine Novelle von Miguel de Cervantes. Die Novelle erschien 1613 in Madrid als Teil der Novelas ejemplares.

## Kurzbeschreibung
Der Krankenhaus-Hund Berganza erzählt die verschiedenen Stationen seiner Lebensgeschichte, während der Krankenhaus-Hund Cipion vorwiegend Kommentare und Ratschläge von sich gibt.

## Inhaltsangabe
Zu Beginn der Novelle wollen die beiden Hunde Berganza und Cipion „das Vertrauen der Menschen zum Wächter des Hospitals bestellen“ und „die Gabe der Rede, die uns so unverhofft zuteil wurde“ weidlich ausnutzen. Hauptredeführer ist der Hund Berganza, der sich „alles von der Seele zu reden“ beabsichtigt, „was mir nur einfallen will, auch wenn es ein wenig wirr und bunt durcheinandergeht.“ Die immer wieder vom Hund Cipion unterbrochene Erzählung des Hundes Berganza orientiert sich dennoch grob an Berganzas Lebensstationen.
Berganzas Leben im Schlachthaus von Sevilla
Im Schlachthaus von Sevilla geboren, dient Berganza als Hetzhund sowie als Warenträger. Als er einen Warenlieferungs-Auftrag in den Augen seines Herrchens nicht gut genug erfüllt, geht sein Herrchen mit einem Metzgermesser auf Berganza los. Berganza trollt sich. Insgesamt konstatiert Berganza über die Beschäftigten des Schlachthauses, dass sie „einen Menschen ebenso bedenkenlos töten wie eine Kuh“ und das Schlachthaus eine Schaltzentrale gewissenloser Verbrecher sei.
Berganzas Leben als Hirtenhund
Nachdem er aus Sevilla geflohen ist, verdingt Berganza sich bei den Hirten einer großen Schaf- und Hammelherde, „denn es erschien mir das angemessenste und natürlichste Amt eines Hundes, eine Herde zu bewachen“. Allerdings reißen angeblich Wölfe das Vieh, so dass der Herdenbesitzer die Hirten maßregelt und die Hunde prügelt. Berganza findet jedoch heraus, dass es keine Wölfe gibt, sondern die Hirten Schafe auf die gleiche Weise töten, wie es ein echter Wolf tun würde. Die Hirten reißen sich dann das Fleisch unter den Nagel. Für diesen Profit nehmen sie das Leiden der Hunde in Kauf, was Berganza enttäuscht. „So kehrte ich nach Sevilla zurück und trat dort in die Dienst eines sehr reichen Kaufmanns.“
Berganzas Leben beim Händler
Bei dem Händler gewöhnt Berganza sich nach einiger Dienstzeit als Wachhund an, dessen Söhnen deren Vademecum an deren Schule zu tragen, was kulinarische Belohnungen zur Folge hat. Allerdings stört es die Lehrerschaft, „daß ihre Schüler die halbe Stunde zwischen den einzelnen Lehrstunden nicht mehr damit verbrachten, ihre Lektionen zu wiederholen, sondern daß sie sich statt dessen an mir ergötzten.“ Es kommt zum Hunde-Verbot, Berganza muss in den Wachdienst zurück. Als er in dieser Eigenschaft eine lüsterne Sklavin wiederholt in deren Stelldichein stört und sie Berganza deswegen zu vergiften versucht, flieht Berganza aus dem Haus des Händlers und läuft direkt einem korrupten Polizeidiener in die Arme, der Berganza noch aus dessen Zeit im Schlachthaus kennt: „Das ist ein großartiger Hetzhund, der einmal einem guten Freund von mir gehört hat. Wir wollen ihn mitnehmen!“
Berganzas Leben beim Polizeidiener
Der korrupte Polizeidiener gehört unter anderem zu einer Vierer-Bande, dessen weibliche Hälfte als Prostituierte arbeitet, Ortsfremde zu einem Stelldichein verleitet, das dann aber vom Polizeidiener gestört wird: Um eine Strafe wegen Unzucht zu umgehen, zahlen die Ortsfremden Bestechungsgelder an den Polizeidiener. Außerdem verkehrt der Polizeidiener ausführlich mit Monipodio, „Schutzherr aller Diebe“, Oberhaupt einer pittoresken Verbrecherbande und der Leserschaft der Novelas ejemplares aus der Novelle Rinconete y Cortadillo bekannt. Als das „schlimme Treiben“ des Polizeidieners offenbar und er verhaftet wird, flieht Berganza abermals aus Sevilla, diesmal nach Mayrena.
Berganzas Leben beim Schausteller
In Mayrena trifft Berganza auf eine Soldatenkompanie, deren Trommler ihm beibringt, „zum Takt seiner Trommel zu tanzen und noch eine Menge weiterer Kunststückchen, die kein anderer Hund als ich je gelernt haben würde.“ Mit dem Trommler gelangt Berganza nach Montilla, wo seine außergewöhnlichen Kunststücke die Aufmerksamkeit der alten Cañizares erregen, die als Spitalmutter arbeitet aber manchen als Hexe gilt. Cañizares behauptet, „daß ich dir viele Dinge über dein Leben mitzuteilen habe, die dir für deine Zukunft von großem Nutzen sein können“, lockt Berganza auf diese Weise zu sich und berichtet, sie halte ihn für einen von zwei Söhnen einer weiteren Hexe, die durch einen Hexenfluch direkt nach der Geburt in Hundewelpen verzaubert worden seien. Es kommt jedoch zum Streit zwischen Cañizares und Berganza, und Zeugen mutmaßen, dass der außergewöhnliche Hund ebenso mit dem Teufel im Bunde sei wie Cañizares, so dass Berganza lieber flieht.
Berganzas Leben bei den Roma
Auf einem Feld bei Granada stößt Berganza auf ein Lager der Roma, die ihn und seine Fähigkeiten kennen und beabsichtigen, „nun ihrerseits durch meine Künste das Geld zu verdienen, das vorher der Trommler eingenommen hatte.“ In diesem Zusammenhang berichtet Berganza über einen „Grafen“ Maldonado, der auf ähnliche Weise zu den Roma gekommen ist, wie es die Leserschaft der Novelas ejemplares aus der Novelle La gitanilla von der Figur des Andrés Caballero kennt (alias Don Juan de Cárcamo). Als der Roma-Trupp Granada erreicht, sperrt er den Hund in ein Herbergszimmer, weil die Roma fürchten, Berganza könnte zur gleichfalls in Granada weilenden Kompanie des Trommlers fliehen. Berganza kann allerdings entkommen.
Berganzas Leben als Gartenwächter
Statt auf den Trommler trifft Berganza jedoch auf einen Gärtner, der ihn aufnimmt, „damit ich seinen Garten bewache, und dieses Amt war viel leichter als der Hüteposten bei der Schafherde.“ Allerdings ist die Kost schlecht, so dass Berganza vor allem dank der Gaben eines in der Natur Inspiration suchenden Dichters überlebt. „Eines Tages aber blieb mein Dichter aus, und nun begann mich der Hunger zu quälen.“ Berganza verlässt den Gärtner, sucht den Dichter, gelangt über diesen in die Dienste eines Schauspieldirektors.
Berganzas Leben auf der Theaterbühne
„In weniger als einem Monat war ich bereits ein ausgezeichneter Statist und trat auch häufig in den Zwischenspielen auf. Man legte mir einen Beißkorb aus Tuchenden an und lehrte mich, auf der Bühne die Leute anzufallen, wie es das Stück gerade erforderte.“ Bei einer Aufführung in Valladolid wird Berganza allerdings lebensgefährlich verwundet und verlässt den Theatertrupp, da er dieses Leben leid ist.
Berganza wird Krankenhaus-Hund
Im nächtlichen Valladolid trifft Berganza auf Cipion, der für einen Hospitalbruder die Laterne trägt, welcher „mich auch gleich zu deinem Gefährten erkor und mich hierher ins Hospital mitnahm“, so Berganza.
Schluss der Novelle
Der Schluss der Novelle kehrt zu jenem Ausgangspunkt zurück, der in der vorangegangenen Novelle El casamiento engañoso liegt: Der Lizenziat Peralta hat die letzten Worte des Dialogs der beiden Hunde gelesen und bekundet, dieses Gespräch sei frei erfunden aber „hübsch und geistreich“.

## Textanalyse
Bei El coloquio de los perros handelt es sich um einen Dialog, der durch die innerhalb der Novelas ejemplares vorangegangenen Novelle El casamiento engañoso eingeleitet wird. Mit der Dialogform weicht diese Novelle vom innerhalb der Novelas ejemplares üblichen Typus der auktorial erzählten Kurzgeschichte nach italienischem Vorbild ab und ähnelt darin dem Hemingway-Einakter Heute ist Freitag, der gleichfalls in einer Prosa-Sammlung erschien (Männer ohne Frauen).
Orte der Handlung von El coloquio de los perros sind Sevilla, Mayrena, Montilla, Granada, Valladolid sowie das jeweilige Umland. Die erzählte Zeit umfasst einige Nachtstunden beziehungsweise in den Rückblenden Berganzas dessen gesamtes bisheriges Hundeleben.

### Themen
Die Technik aus der fünften Novelle der Novelas ejemplares, El licenciado vidriera, Kritik und Sticheleien einem unvernünftigen Wesen in den Mund zu legen, wiederholt Cervantes in El coloquio de los perros: Hier ist es der Dialog zweier Hunde, der über weite Strecken zu einer Aneinanderreihung von Anekdoten und Sticheleien wird. Hinzu kommt, dass all diese Schilderungen nur deliriumsbedingte Fantasien des kranken Fähnrichs Campuzano sein könnten, die dann am Schluss der Novelle sicherheitshalber vom Lizenziaten Peralta für „erdacht“ erklärt werden.
Unter diesem doppelten Schutz breitet Cervantes dann seine Milieustudien und Vorträge aus, sei es ein einfacher Vorschlag, wie man die spanischen Staatsschulden innerhalb von 20 Jahren begleichen könnte, seien es negative Stereotype über Roma oder Morisken, sei es ein ausführlicher Exkurs über Hexerei und Theologie oder die ironisch überbetonte Rede des Hundes Cipion darüber, dass es „viele, unendlich viele Notare und Schreiber“ gibt, „die anständige, treue und ehrenhafte Leute sind“ oder aber wenigstens „von Natur und Veranlagung Ehrenmänner“. Auch über Dichter und Schauspieler gibt es eine Milieustudie. Darüber hinaus theoretisieren die beiden Hunde über die Schwierigkeit, keine Satiren zu schreiben, über das Unwesen der Hirtenromane und darüber, dass „bei manchen Geschichten der Reiz in ihnen selbst liegt, bei anderen jedoch in der Art, wie man sie erzählt“, nämlich so, dass „aus nichts etwas wird und unbedeutende Dinge ohne Saft und Kraft witzig und geschmackvoll erscheinen“.
Außerdem machen sich die beiden Hunde unter anderem über hochtrabende, fremdwörterstrotzende Reden lustig und konstatieren beispielsweise eine Verwandtschaft zwischen Lästersucht und Philosophieren/Moralisieren: „Denn wenn die Lästersucht ihre zügellose Bosheit einmal recht schön bemänteln und verdecken will, dann gibt der Lästerer vor, alles, was er sagt, seien philosophische Sentenzen, seine üble Nachrede sei nichts als ein gerechter Verweis und sein Aufdecken fremder Mängel löblicher Eifer.“
Als Selbstreferenz Cervantes’ findet auch der Dichter Mauleon aus Don Quijote Erwähnung.

### Figuren
Hunde
- Berganza: Von den beiden Hunden bestreitet er den Hauptteil des Gesprächs.
- Cipion: Er ist der Dienstältere der beiden Hunde,[25] hält durch seine Zwischenbemerkungen die Erzählungen von Berganza im Zaum und zügelt beispielsweise Berganzas Enthusiasmus hinsichtlich einer Prophezeiung der Hexe Cañizares: Cipion zerpflückt diese Prophezeiung und zieht sie ins Lächerliche, indem er behauptet, sie beziehe sich nicht auf Berganzas Zukunft, sondern aufs Kegelspiel.[38]

Menschen
Die Menschen sind meist bloße Staffage bei der Schilderung von Berganzas Abenteuern oder aber archetypische Karikaturen jener Personengruppe, die sie vertreten. Umso auffälliger ist die umfangreiche Charakterisierung der Hexe Cañizares in der Novelle.

## Nachwirkung
E. T. A. Hoffmann schrieb die Cervantes-Novelle fort mit seinem humorig-ironischen Dialog Nachricht von den neuesten Schicksalen des Hundes Berganza.

## Deutschsprachige Textausgaben
- Miguel de Cervantes Saavedra: Gespräch zwischen Cipion und Berganza, den Hunden des Auferstehungshospitals. In: Miguel de Cervantes Saavedra: Meistererzählungen: Die Beispielhaften Novellen. (=detebe-Klassiker. Band 22527). Aus dem Spanischen von Gerda von Uslar. Diogenes, Zürich 1993.  ISBN 3-257-22527-X. S. 618–705.
- Miguel de Cervantes Saavedra: Gespräch zwischen Cipion und Berganza, den Hunden des Auferstehungshospitals. In: Miguel de Cervantes Saavedra: Sämtliche Erzählungen. Aus dem Spanischen von Gerda von Uslar. Anaconda, Köln 2016. ISBN 978-3-7306-0330-7. S. 618–705.